# Федоренко Микола Володимирович
Федоре́нко Мико́ла Володи́мирович (нар. 6 грудня 1907 — †23 грудня 1994) — радянський льотчик-бомбардувальник, під час Німецько-радянської війни головний штурман 3-го бомбардувального авіаційного корпусу 16-ї повітряної армії 1-го Білоруського фронту. Герой Радянського Союзу (1946).

## Біографія
Народився 6 грудня 1907 року в селі Заводівка Березівського району Одеської області в селянській родині. Українець. Після закінчення школи в 1918 році розпочав трудову діяльність. Працював виноградарем, садівником.
До Червоної Армії призваний у 1929 році. У 1931 році закінчив Оренбурзьку військову авіаційну школу льотчиків. У 1938 році — курси інструкторів повітряно-десантної служби в Воронежі.
Проходив службу в Забайкальському ВО штурманом ескадрильї бомбардувального авіаційного полку 5-го важкого бомбардувального авіаційного корпусу. У 1939 році брав участь в боях на річці Халхин-Гол.
У 1941 році закінчив КУКС при Військово-повітряній академії.
На фронтах Радянсько-німецької війни з 1941 року. Воював на Західному, Сталінградському і 4-му Українському фронтах. Виконував бойові завдання по допомозі оточеним радянським військам в районі Єльні, бомбив ворожі механізовані колони під Сталінградом.
Особливо відзначився під час визволення Криму. 9 квітня 1944 року очолив групу з 32-х бомбардувальників, яка вдало здійснила бомбовий удар по обороні ворога в районі Сивашу. При ліквідації оточеного кримського угруповання противника неодноразово водив групи літаків на бомбардування укріплень і транспортних колон ворога.
До жовтня 1944 року підполковник Федоренко М. В. здійснив 173 бойових вильоти, з них 39 — ведучим групи. Брав участь в 35 повітряних боях.
Указом Президії Верховної Ради СРСР від 15 травня 1946 року за зразкове виконання бойових завдань командування і виявлені відвагу і героїзм, підполковнику Федоренку Миколі Володимировичу присвоєно звання Героя Радянського Союзу з врученням ордена Леніна і медалі «Золота Зірка».
Після війни продовжив службу в ВПС СРСР. У 1952 році закінчив курси удосконалення головних штурманів при Військово-повітряній академії.
У 1955 році з званні полковника М. В. Федоренко вийшов у запас. Мешкав в місті Одеса.